# Vassalli del Regno di Gerusalemme

Suddivisioni feudali del Regno di Gerusalemme nel 1187

Lo stato crociato del Regno di Gerusalemme, creato nel 1099, era suddiviso in diverse signorie minori sulla base del sistema feudale. Secondo il giurista e nobile del XIII secolo Giovanni di Ibelin, i quattro vassalli maggiori della corona (chiamati "baroni") nel territorio del regno propriamente detto erano il conte di Giaffa e Ascalona, il principe di Galilea, il signore di Sidone e il signore d'Oltregiordano.
Esistevano inoltre varie signorie minori autonome, nonché alcune terre sotto il diretto controllo della corona, come Gerusalemme stessa, Acri e Tiro.

## Stati settentrionali

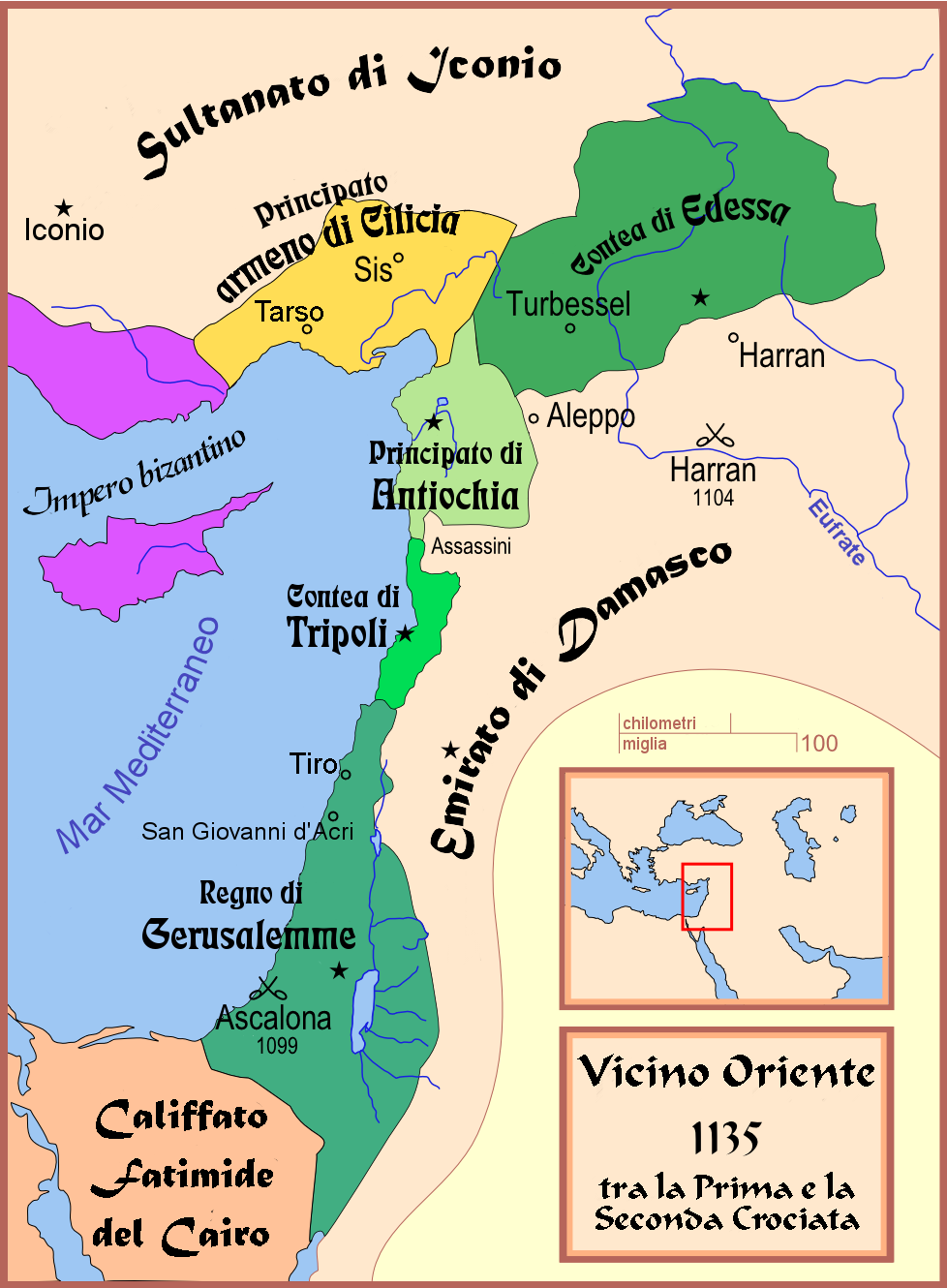
Mappa degli stati dell'Oltremare crociato nel 1135, al termine della prima crociata

Oltre al Regno di Gerusalemme, c'erano altri tre grandi stati crociati in Medio Oriente:
- Contea di Edessa
- Contea di Tripoli
- Principato d'Antiochia

Questi stati si trovavano in una posizione di nominale dipendenza dal Regno di Gerusalemme. Il re di Gerusalemme era tenuto a fare da mediatore in caso di dispute tra i loro sovrani o tra il principe e il patriarca latino di Antiochia, e poteva inoltre reclamare la reggenza su di essi in caso di vacanza del trono o di minore età dell'erede.
La Contea di Edessa era forse quella maggiormente legata al Regno, nonostante la sua distanza. I suoi primi due conti divennero re di Gerusalemme, e la contea fu assegnata come dono dal re a Joscelin I di Edessa.
La Contea di Tripoli, la più vicina, è stata talvolta considerata come uno stato vassallo sotto la sovranità del re, sebbene conservasse uno straordinario livello di autonomia.
Il Principato di Antiochia era sostanzialmente indipendente, essendo stata fondata prima del Regno, e i suoi sovrani furono spesso rivali dei re di Gerusalemme. Più in là, Antiochia riconoscerà a volte la sovranità bizantina, a volte quella armena, e a volte nessuna.
Questi stati datavano i propri documenti secondo gli anni di regno dei propri sovrani, perseguivano una propria politica estera, e inviavano aiuti militari al Regno per propria iniziativa piuttosto che per obblighi feudali. Perciò, sono generalmente considerati come stati sovrani autonomi e non come vassalli.

## Contea di Giaffa e Ascalona

Mappa della Contea di Giaffa e Ascalona

Giaffa, città sulla costa mediterranea, fortificata al termine della prima crociata, era inizialmente parte dei domini reali; in seguito divenne una contea separata e rimase tale fino alla rivolta di Ugo II di Le Puiset del 1134. Dopodiché, essa fu solitamente retta direttamente dalla famiglia reale o da uno stretto parente di essa. Dal 1153, a seguito della conquista della fortezza fatimide di Ascalona, divenne la Contea di Giaffa e Ascalona.
I conti di Giaffa furono:
- 1100–1110: dominio reale
- 1110–1118: Ugo I di Giaffa, cugino del re Baldovino II di Gerusalemme
  - 1118–1122: Alberto di Namur, patrigno e reggente di Ugo II
- 1118–1134: Ugo II di Giaffa, figlio di Ugo I
- 1134–1151: Melisenda di Gerusalemme, congiuntamente con suo marito Folco I (1131–1143) e suo figlio Baldovino III (1143–1151)
- 1151–1153: Amalrico I di Gerusalemme, figlio di Melisenda e Folco

Nel 1153, dopo l'assedio di Ascalona, i territori della neo conquistata città furono uniti a quelli di Giaffa in una nuova contea congiunta. I conti di Giaffa e Ascalona furono:
- 1153–1174: Amalrico I di Gerusalemme, dal 1163 come re
- 1174–1176: Baldovino IV di Gerusalemme
- 1176–1187: Sibilla di Gerusalemme, congiuntamente con i suoi mariti Guglielmo di Monferrato (1176–1177) e Guido di Lusignano (1180–1187)
- 1187–1191: Giaffa e Ascalona occupate dagli Ayyubidi
- 1191–1193: Goffredo di Lusignano, fratello di Guido di Lusignano
- 1193–1205: Amalrico II di Gerusalemme, fratello di Guido di Lusignano, dal 1197 come re e congiuntamente con la moglie Isabella I
- 1205–1212: Maria di Monferrato, dal 1210 congiuntamente con suo marito Giovanni di Brienne
- 1212–1221: Isabella II di Gerusalemme, sotto la reggenza di suo padre Giovanni di Brienne
- 1221–1244: Gualtieri IV di Brienne, nipote di Giovanni di Brienne e marito della nipote di Amalrico II
- 1244–1266: Giovanni di Giaffa, figlio di Filippo di Ibelin, fratellastro di Isabella I
- 1247: Ascalona conquistata dagli Ayyubidi
- 1266–1268: Giacomo di Ibelin, figlio di Giovanni di Giaffa
- 1268: Giaffa conquistata dai Mamelucchi

Nel 1268 tutti territori della contea ancora sotto il controllo crociato, inclusa Giaffa, tornarono definitivamente in mano musulmana. Anche dopo la caduta della città, continuarono a esistere dei conti titolari di Giaffa e Ascalona, ma essi non detenevano di fatto alcun potere e la loro linea di successione andò lentamente a perdersi.
I conti di Giaffa e Ascalona avevano a loro volta sotto di sé tre stati valvassori: le signorie di Ramla, di Ibelin e di Mirabel, tutte e tre controllate dalla potente famiglia degli Ibelin.

### Signoria di Ramla
Inizialmente un possedimento del vescovo di Lidda, Ramla divenne parte dei territori di Giaffa nel 1126 per poi divenire una signoria separata dopo la rivolta di Ugo II nel 1134. Data la sua vicinanza al castello di Ibelin, divenne in breve de facto parte della signoria di Ibelin, in seguito al matrimonio di Helvis di Ramla, figlia di Baldovino I di Ramla, con Barisano di Ibelin.
I signori di Ramla furono:
- 1134–1138: Baldovino I di Ramla
- 1138–1150: Barisano di Ibelin
- 1150–1152: Manasse di Hierges, secondo marito di Helvis di Ramla
- 1152–1169: Ugo di Ibelin, figlio di Barisano di Ibelin
- 1169–1186: Baldovino di Ibelin, fratello di Ugo di Ibelin
- 1186–1187: Tommaso di Ibelin, figlio di Baldovino di Ibelin
- 1187–1191: Ramla occupata dagli Ayyubidi
- 1191–1193: Baliano di Ibelin, fratello di Baldovino di Ibelin
- 1193–1247: Giovanni di Ibelin, figlio di Baliano di Ibelin
- 1247–1268: signoria sotto il controllo diretto dei conti di Giaffa e Ascalona

### Signoria di Ibelin
La signoria di Ibelin fu scorporata da Giaffa attorno al 1141 (o forse già dopo la rivolta del 1134). Fu infeudata in ricompensa a Barisano di Ibelin, la cui moglie Helvis gli portò in dote anche la vicina fortezza di Ramla. Grazie al matrimonio tra Baliano di Ibelin e Maria Comnena, vedova di Amalrico I di Gerusalemme, gli Ibelin divennero la più potente famiglia nobile del Regno, ottenendo in seguito anche il controllo di Beirut (vedi sotto la sezione Signoria di Beirut).
I signori di Ibelin furono:
- 1141–1150: Barisano di Ibelin
- 1150–1170: Ugo di Ibelin, figlio di Barisano di Ibelin
- 1170–1193: Baliano di Ibelin, fratello di Ugo di Ibelin
- 1193–1236: Giovanni di Ibelin, figlio di Baliano
- 1236–1268: signoria sotto il controllo diretto dei conti di Giaffa e Ascalona

### Signoria di Mirabel

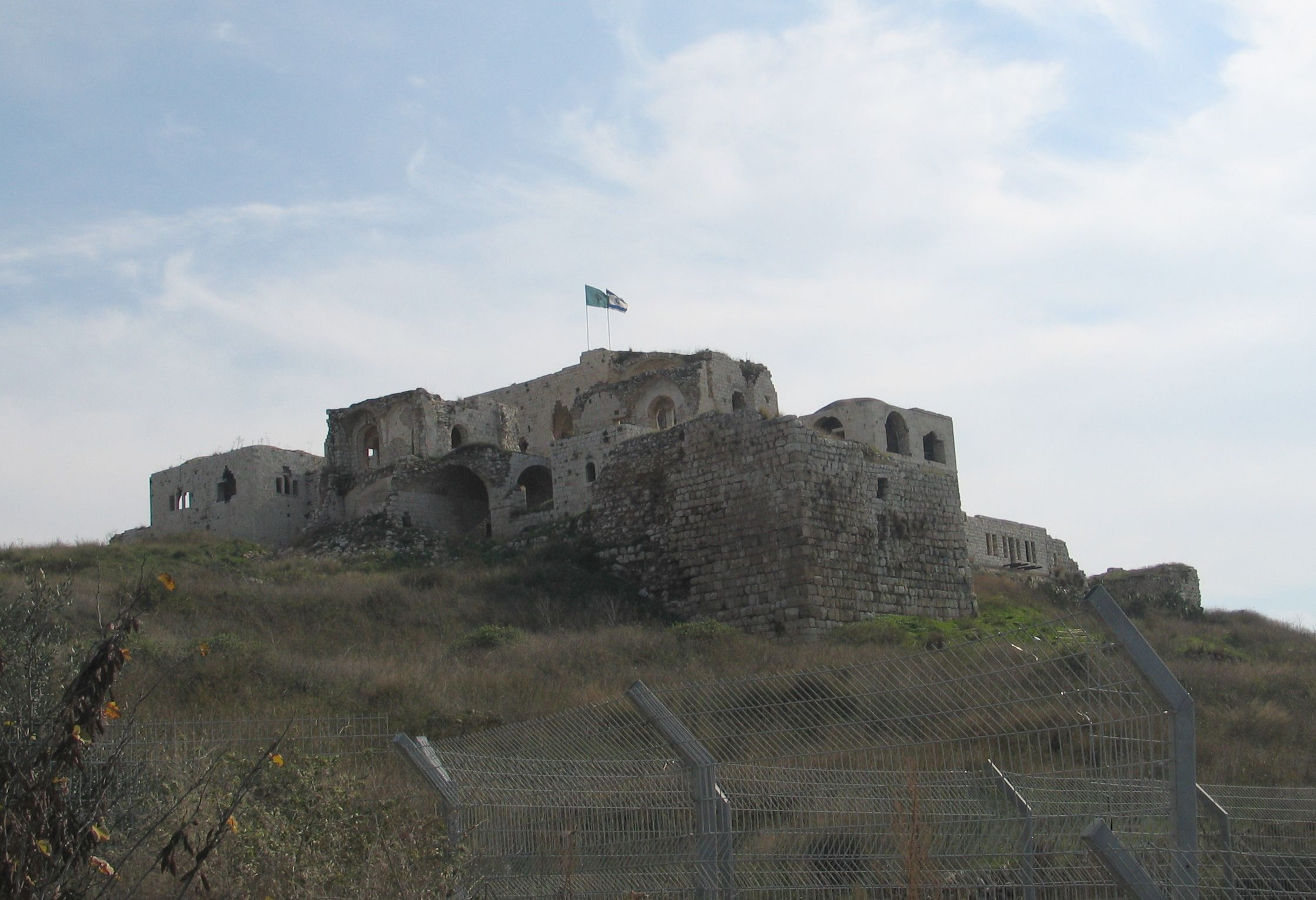
Resti del castello di Mirabel

Anche Mirabel fu separata da Giaffa dopo la rivolta del 1134 e infeudata agli Ibelin, pur rimanendo formalmente separata dalla vicina signoria della famiglia.
I signori di Mirabel furono:
- 1135–1151: Barisano di Ibelin
- 1151–1186: Baldovino di Ibelin
- 1186–1187: Tommaso di Ibelin

## Principato di Galilea

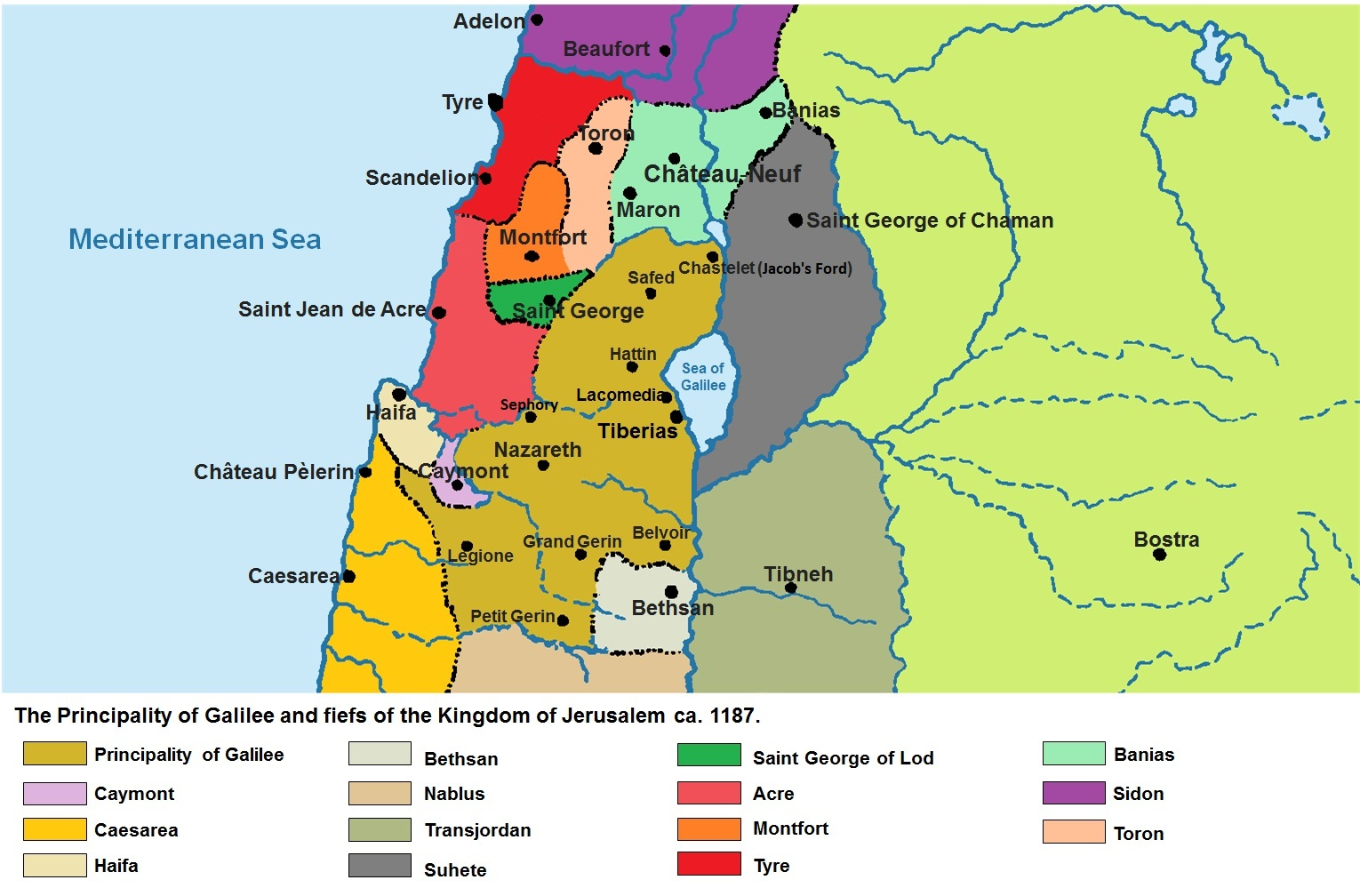
Mappa del Principato di Galilea e delle altre signorie circostanti

Il Principato di Galilea fu istituito da Tancredi nel 1099 e aveva il suo centro nella città di Tiberiade, motivo per cui era talvolta chiamato Principato di Tiberiade o "la Tiberiade". Passò di mano tra numerose famiglie della nobiltà crociata e venne poi distrutto da Saladino nel 1187, sebbene il titolo di principe di Galilea continuò ad essere utilizzato anche in seguito dai figli cadetti del re di Cipro (re titolare di Gerusalemme).
I principi di Galilea furono:
- 1099–1101: Tancredi di Galilea
- 1101–1106: Ugo di Saint Omer
- 1106–1108: Gervasio di Bazoches
- 1109–1112: Tancredi di Galilea (seconda volta)
- 1112–1119: Joscelin di Courtenay
- 1120–1141: Guglielmo I di Bures
- 1142–1148: Elinardo di Bures, nipote di Guglielmo I di Bures
- 1148–1158: Guglielmo II di Bures, fratello di Elinardo di Bures
- 1159–1187: Eschiva di Bures, sorella di Elinardo di Bures, congiuntamente con i suoi mariti Gualtiero di Saint-Omer (1159–1171) e Raimondo III di Tripoli (1174–1187)
- 1187–1240: Galilea occupata dagli Ayyubidi
  - 1187–1204: Ugo II di Saint Omer, figlio Eschiva di Bures e Gualtiero di Saint Omer (principe titolare)
  - 1204–1219: Rodolfo di Saint Omer, fratello di Ugo II di Saint Omer (principe titolare)
  - 1219–1240: Eschiva di Saint Omer, figlia di Rodolfo di Saint Omer, congiuntamente con suo marito Oddone di Montbéliard (principe e principessa titolari)
- 1240–1247: Eschiva di Saint Omer, congiuntamente con suo marito Oddone di Montbéliard
- 1247: Galilea conquistata dagli Ayyubidi.

Anche il Principato di Galilea aveva dei proprio valvassori: le signorie di Beirut, Nazareth e Haifa.

### Signoria di Beirut
Beirut fu conquistata dai crociati nel 1100 e data a Folco di Guînes. Porto importantissimo per il commercio con l'Europa, fu una delle signorie più longeve: riuscì a sopravvivere fino alla caduta definitiva del Regno nel 1291, sebbene ormai ridotta ad una sottile striscia di terra sulla costa mediterranea.
I signori di Beirut furono:
- 1110–1125: Folco di Guînes
- 1125–1138: Gualtiero I di Brisebarre
- 1138–1149: Guido I di Brisebarre
- 1149–1156: Gualtiero II di Brisebarre
- 1156–1164: Guido II di Brisebarre
- 1164–1166: Gualtiero III di Brisebarre
- 1166–1169: dominio reale
- 1169: Andronico I Comneno
- 1169–1187: dominio reale
- 1187–1197: Beirut occupata dagli Ayyubidi
- 1197–1204: dominio reale
- 1204–1236: Giovanni di Ibelin (Giovanni I)
- 1236–1247: Baliano di Beirut, figlio di Giovanni I
- 1247–1264: Giovanni II di Beirut, figlio di Baliano
- 1264–1282: Isabella di Beirut, figlia di Giovanni II, congiuntamente con i suoi mariti Ugo II di Cipro (1265–1267), Haymo Létrange (1272–1273), Nicola l'Alemanno (1277) e Guglielmo Barlais (1278–1282)
- 1282–1291: Eschiva di Beirut, sorella di Isabella, congiuntamente con i suoi mariti Umfredo di Montfort (1282–1284) e Guido di Lusignano (1291)

- 1291: Beirut conquistata dai Mamelucchi

La Signoria di Beirut poteva contare a sua volta su due propri vassalli: le signorie di Bāniyās e Toron.

#### Signoria di Bāniyās
Bāniyās (l'antica Cesarea di Filippo) fu sotto il controllo della setta ismailita degli Assassini dal 1126 al 1128-1129, quando fu consegnata al Regno di Gerusalemme in seguito alle purghe anti-nizarite di Taj al-Muluk Buri. L'area rimase sempre contesa tra crociati e musulmani e non fu mai pienamente sotto il controllo cristiano, fino alla sua definitiva caduta nel 1187.
I signori di Bāniyās furono:
- 1128–1148: Rénier Brus
- 1148–1157: Umfredo II di Toron, genero di Rénier
- 1157–1167: territori della signoria in parte venduti agli Ospitalieri ed in parte fusi con la Signoria di Toron
- 1167–1176: Bāniyās occupata da Norandino
- 1176–1187: Joscelin III di Edessa
- 1187: Bāniyās conquistata dagli Ayyubidi

#### Signoria di Toron

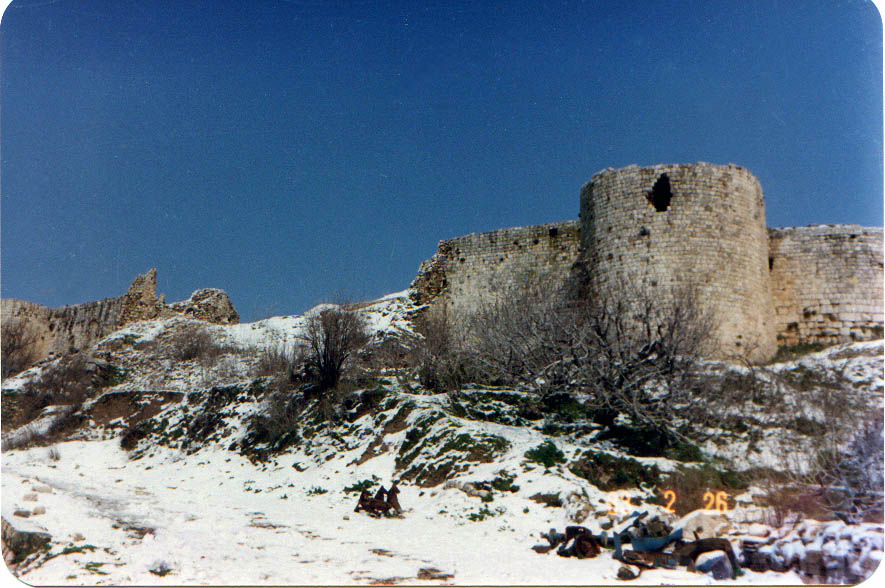
Rovine del castello di Toron

Il castello di Toron fu costruito da Ugo di Saint Omer per assistere nella conquista di Tiro e fu poi consegnato a Umfredo I di Toron nel 1107 e costituito signoria entro il 1109. I signori di Toron furono molto influenti nel Regno: Umfredo II fu connestabile di Gerusalemme; suo nipote Umfredo IV sposò Isabella, figlia di Amalrico I. I territori della signoria furono in seguito uniti ai domini reali di Tiro. Toron aveva a sua volta due vassalli minori: la Signoria di Castel Neuf, conquistata da Norandino nel 1167, e la Signoria di Toron-Ahmud, che fu venduta ai cavalieri teutonici nel 1261.
I signori di Toron furono:
- ante 1109–ca. 1136: Umfredo I di Toron
- ca. 1136–1179: Umfredo II di Toron, figlio di Umfredo I
- 1179–1183: Umfredo IV di Toron, nipote di Umfredo II
- 1183–1187: dominio reale
- 1187–1229: Toron occupata dagli Ayyubidi
- 1229–post 1236: Alice d'Armenia, nipote di Umfredo II
- post 1236–1239: Maria d'Antiochia-Armenia, nipote di Alice d'Armenia
- 1239–1241: Toron occupata dagli Ayyubidi
- 1241: Toron unita alla Signoria di Tiro

### Signoria di Nazareth
A seguito della conquista della Galilea, a Nazareth fu istituita una nuova sede arcivescovile. Nel 1115, i territori dell'arcidiocesi furono trasformati in una signoria governata dallo stesso arcivescovo di Nazareth, che esercitava sia la potestà civile che quella religiosa. Gli arcivescovi di Nazareth governavano in parte anche la vicina Signoria di Haifa (vedi sotto la sezione Signoria di Haifa). Nei periodi in cui Nazareth cadde nuovamente sotto il controllo musulmano, gli arcivescovi di Nazareth si stabilirono nella vicina San Giovanni d'Acri. Con la definitiva sconfitta crociata nel 1291, gli arcivescovi di Nazareth persero il proprio titolo feudale e la loro cattedra divenne una sede titolare.
I signori-arcivescovi di Nazareth furono
- ante 1120–post 1123: San Bernardo di Nazareth
- ante 1129–1138: Guglielmo
- 1138–1151: Roberto I di Nazareth
- 1151–post 1152: Roberto II di Nazareth
- 1155–1158: Attardo
- 1160–1187: Letardo
- 1187–1229: Nazareth occupata dagli Ayyubidi
  - 1187–1190: Letardo (titolare)
  - ante 1198–post 1199: Gervasio (titolare)
  - ante 1213–1229: Nicola (titolare)
- 1229–ante 1220: Nicola
- ca. 1220–post 1235: Ugo
- 1239–1263: Enrico
- 1263: Nazareth conquistata dai Mamelucchi
  - 1263–1268: Enrico (titolare)
  - ante 1273–1288: Guido (titolare)
  - 1288–?: Guglielmo di San Giovanni (titolare)

### Signoria di Haifa
La Signoria di Haifa (o Caifa) nacque in parte su territori dell'arcidiocesi di Nazareth e in parte su altri territori del Principato di Galilea. Pertanto era governata congiuntamente dall'arcivescovo di Nazareth e da un signore secolare.
I signori di Haifa furono:
- 1100–1101: Valdemaro Carpenel
- 1101–1103: Tancredi
- 1103–1107: Rorgius I di Haifa
- 1107–1112: Pagano I di Haifa
- 1112–ante 1115: dominio reale
- ante 1115–post 1120: Manasse
- post 1120–ca. 1141: dominio reale
- ca. 1141–ca. 1148: Viviano
- ca. 1148–1187: dominio reale
- 1187–1191: Haifa occupata dagli Ayyubidi
- 1191–?: Pagano II di Haifa
- ?–1244: Rorgius II di Haifa
- ca. 1250: Garsias Alvarez
- ca. 1260: Gilles d'Estrain
- 1265: Haifa conquistata dai Mamelucchi

## Signoria di Sidone

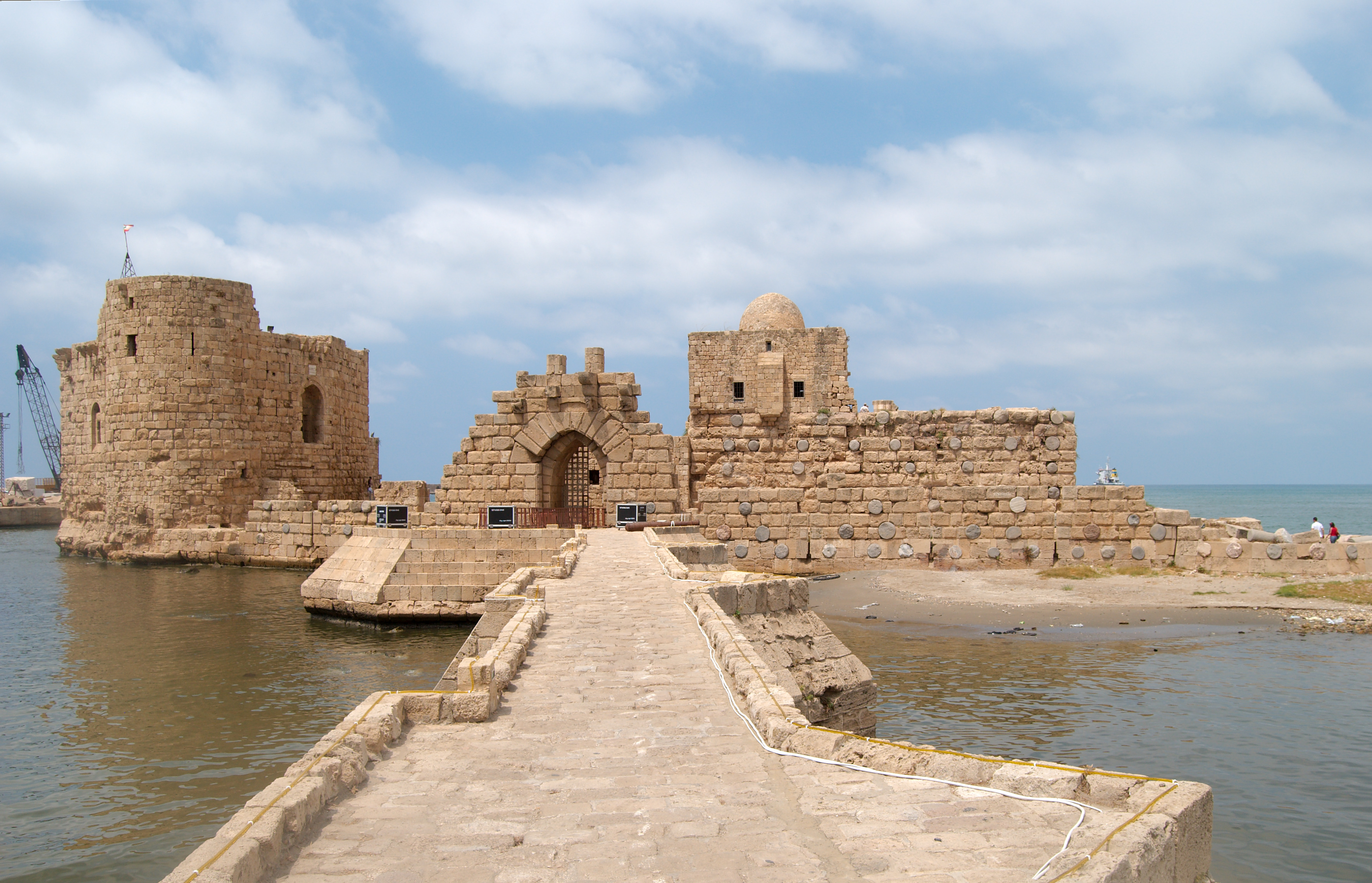
Resti della fortezza crociata di Sidone

La città di Sidone fu conquistata dai crociati nel 1110. Fu costituita signoria e infeudata a Eustachio I de Grenier, un consigliere di fiducia di Baldovino I di Gerusalemme. La dinastia da lui fondata regnerà sulla città fino al 1260, quando la città, già distrutta dai musulmani negli anni precedenti, fu rasa al suolo dai mongoli.
I signori di Sidone furono:
- 1110–1123: Eustachio I de Grenier
- 1123–1171: Gerardo de Grenier, figlio di Eustachio I
- 1171–1187: Reginaldo de Grenier, figlio di Gerardo
- 1187–1197: Sidone occupata dagli Ayyubidi
- 1197–1202: Reginaldo de Grenier, restaurato
- 1202–1239: Baliano I de Grenier, figlio di Reginaldo
- 1239–1260: Giuliano de Grenier, figlio di Baliano I
- 1249: Sidone distrutta dagli Ayyubidi
- 1260: Sidone distrutta dai mongoli
- 1260: Sidone venduta ai cavalieri templari

Anche la Signoria di Sidone aveva a sua volta dei proprio valvassori: le signorie di Cesarea e dello Shuf.

### Signoria di Cesarea

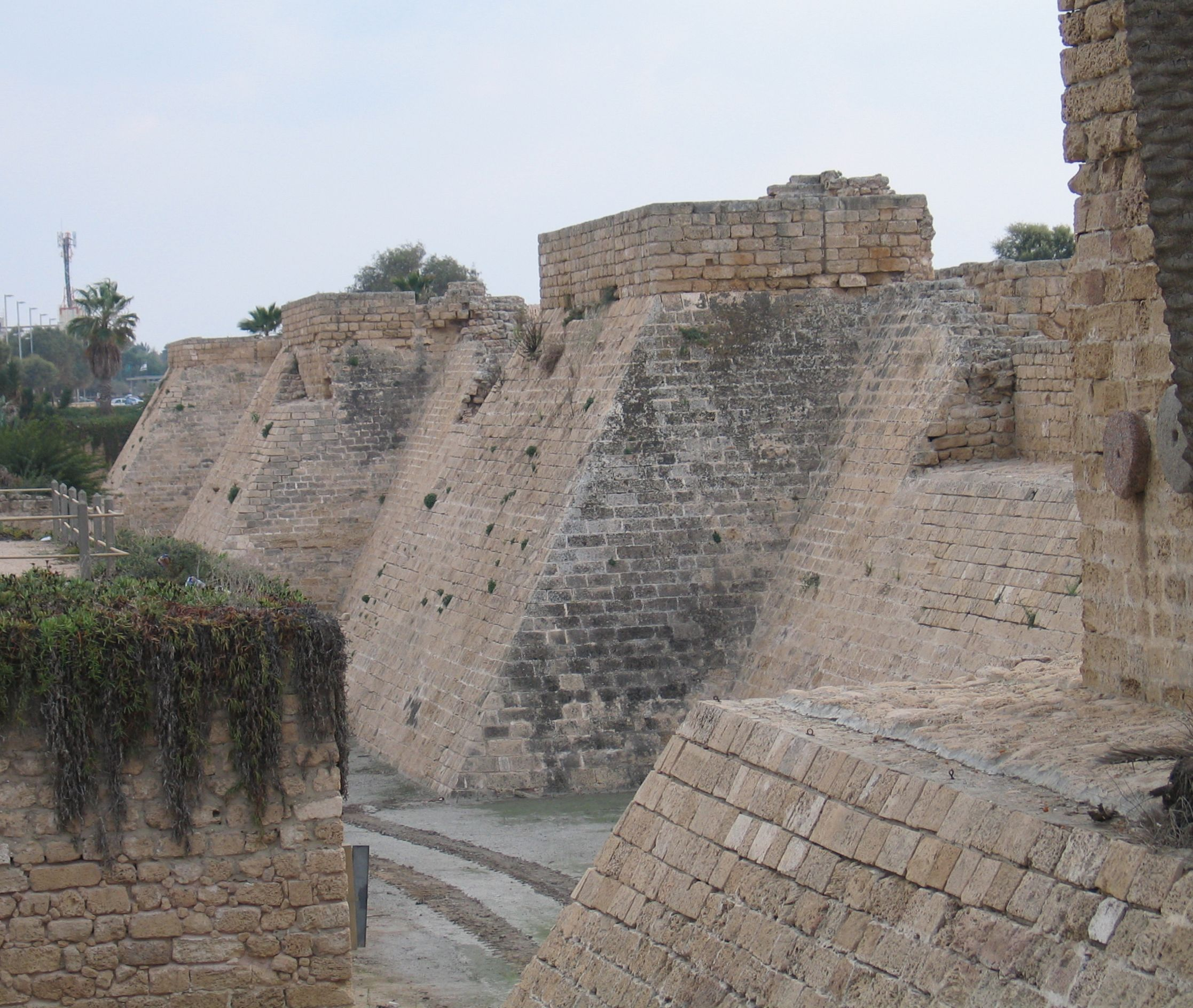
Mura della fortezza crociata di Cesarea

Cesarea marittima fu conquistata nel 1101 e inizialmente governata dall'arcivescovo di Cesarea. Nel 1110 divenne una signoria insieme a Sidone e fu infeudata allo stesso Eustachio I, che la lasciò poi in eredità al suo secondo figlio.
I signori di Cesarea furono:
- 1110–1123: Eustachio I de Grenier
- 1123–1154: Gualtiero I de Grenier, figlio di Eustachio I
- 1154–1169: Ugo de Grenier, figlio di Gualtiero I
- 1169–ca. 1179: Guido de Grenier, figlio di Ugo
- ca. 1179–1187: Gualtiero II de Grenier, fratello di Guido
- 1187–1191/1192: Cesarea occupata dagli Ayyubidi
- 1191/1192–1213/1216: Giuliana de Grenier, sorella di Gualtiero II, congiuntamente con i suoi mariti Guido di Brisebarre (1191–1193, figlio di Guido I Brisebarre di Beirut) e Ademaro di Lairon (1193–1213/1216)
  - 1213/1216–1219: Ademaro di Lairon, patrigno e reggente di Gualtiero III
- 1213/1216–1229: Gualtiero III di Brisebarre, figlio di Giuliana e Guido di Brisebarre
- 1229–1239: Giovanni di Brisebarre, figlio di Gualtiero III
- 1239–1264: Margherita di Brisebarre, figlia di Giovanni, congiuntamente con suo marito Giovanni l'Alemanno
- 1264–1266: Nicola l'Alemanno, figlio di Margherita e Giovanni l'Alemanno
- 1266: Cesarea conquistata dai Mamelucchi

### Signoria dello Shuf

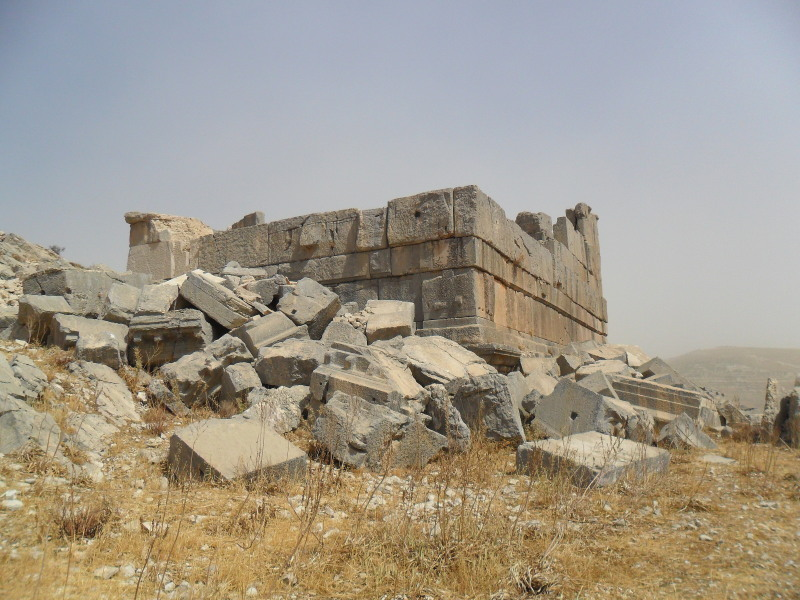
Resti della fortezza di Cave de Tyron

La Signoria dello Shuf fu scorporata dai territori di Sidone come suo vassallo attorno al 1170 e aveva il suo centro nella fortezza di Cave de Tyron. Anch'essa fu venduta da Giuliano de Grenier ai cavalieri teutonici nel 1256.
I signori dello Shuf furono:
- ?–post 1240: Andrea dello Shuf
- post 1240–?: Giovanni dello Shuf
- ?–1256: Giuliano de Grenier

## Signoria d'Oltregiordano

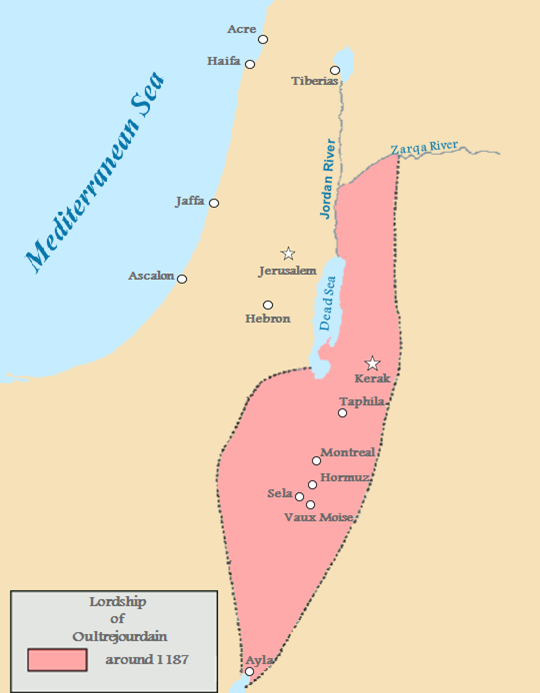
Mappa della Signoria d'Oltregiordano

La Signoria d'Oltregiordano, composta da territori dai confini indefiniti a est del Giordano, era una dei vassalli più vasti e importanti. Grazie alle rotte carovaniere musulmane che sussistevano sul suo territorio, l'Oltregiordano era un'importante fonte di reddito per il Regno. Il suo centro era il castello di Montreal, in seguito sostituito da quello di Kerak.
Il suo ultimo signore Rinaldo di Châtillon, che ottenne il titolo sposando l'erede Stefania de Milly, si autoproclamò "principe d'Oltregiordano", considerandosi pertanto libero da ogni vincolo feudale verso il re. La sua estrema e violenta ostilità verso i musulmani e la sua continua e aperta violazione dei trattati di pace furono la principale causa dell'invasione di Saladino del 1187, a seguito della quale Rinaldo fu personalmente giustiziato dal sultano ayyubide dopo la battaglia di Hattin e l'Oltregiordano fu definitivamente perso dai crociati.
- ca. 1118–1126: Romano di Le Puy
- 1126–1147: Pagano il Coppiere
- ca. 1148–ca. 1154: Maurizio di Montreal, nipote di Pagano
- ca. 1154–1161: dominio reale
- 1161–1167: Filippo de Milly, genero di Maurizio
- 1167–1168: Elena de Milly, figlia di Filippo, congiuntamente con suo marito Gualtiero III di Brisebarre
- 1168: Beatrice di Brisebarre, figlia di Elena e Gualtiero, congiuntamente con suo padre
- 1168–1187: Stefania de Milly, sorella di Elena, congiuntamente con i suoi mariti Umfredo III di Toron (1168–1173), Milone di Plancy (1173–1174) e Rinaldo di Châtillon (1176–1187)
- 1187: Oltregiordano conquistato dagli Ayyubidi

## Altre signorie
Oltre ai quattro vassalli maggiori (con i loro relativi valvassori), esistevano una serie di vassalli minori del Regno di importanza politica di gran lunga inferiore. Queste signorie erano molto più legate al sovrano di Gerusalemme; molte esse furono di breve durata e spesso i loro territori tornarono ripetutamente a far parte del demanio regio.
Gli archivi relativi a queste signorie ci sono giunti incompleti, e non tutti i nomi dei feudatari e le date dei loro regni sono noti.

### Signoria d'Adelon
La Signoria di Adelon fu probabilmente creata dopo che il centro di comando del Regno fu spostato ad Acri, e raggiunse l'apice della propria influenza sotto il regno di Federico II di Svevia.
I signori di Adelon furono:
- ?–?: Adamo di Adelon
- ca. 1200: Agnese di Adelon, congiuntamente con suo marito Teodorico di Termonde (?–1206)
- ?–post 1225: Daniele I di Termonde
- ?–?: Daniele II di Termonde
- ca. 1250: Pietro di Adelon
- ?–?: Giordano di Adelon

### Signoria d'Arsuf

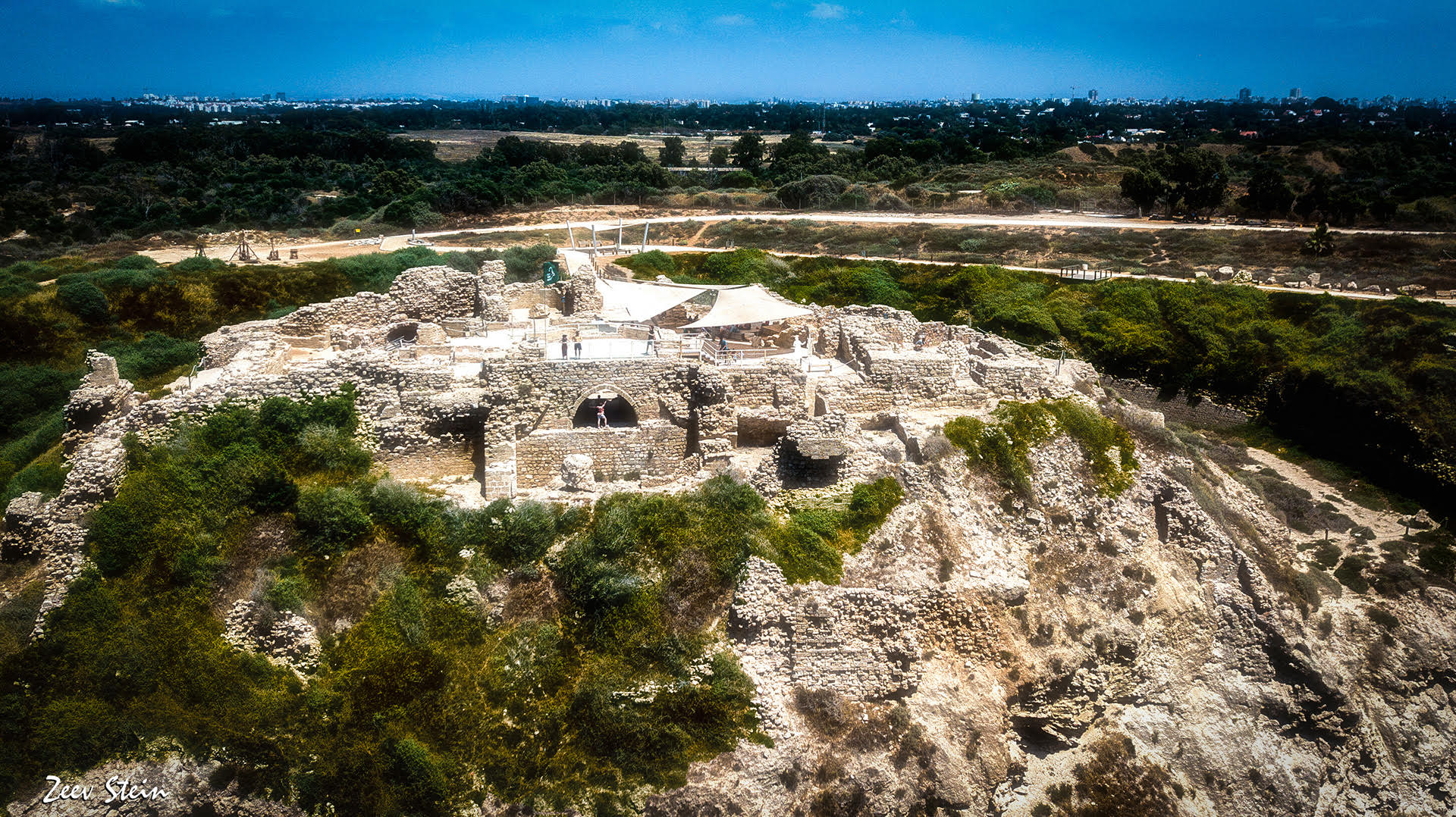
Resti della fortezza crociata di Arsuf

La città di Arsuf (chiamata anche Arsur dai crociati), situata a nord di Giaffa, fu conquistata nel 1101 ma rimase parte dei domini reali fino al 1163, quando fu infeudata a Giovanni d'Arsuf.
I signori di Arsuf furono:
- 1101–1163: dominio reale
- 1163–1177: Giovanni I d'Arsuf
- 1177–1187: Melisenda d'Arsuf, sorella di Giovanni
- 1187–1191: Arsuf occupata dagli Ayyubidi
- 1187–post 1218: Melisenda d'Arsuf, congiuntamente con i suoi mariti Teodorico d'Orca (ca. 1192–1207) e Giovanni di Ibelin (ante 1209–post 1218)
- post 1218–1236: Giovanni di Ibelin (Giovanni II), secondo marito di Melisenda
- 1236–1258: Giovanni III d'Arsuf, figlio di Melisenda e Giovanni di Ibelin
- 1258–1261: Baliano d'Arsuf, figlio di Giovanni d'Arsuf
- 1261: Arsuf venduta ai cavalieri ospitalieri
- 1265: Arsuf conquistata dai Mamelucchi

### Signoria di Batrun
La piccola città portuale di Batrun (chiamata anche Botrun dai crociati) fu conquistata nel 1104 e poi creata signoria nel 1115. La Signoria di Batrun era tecnicamente uno stato vassallo della Contea di Tripoli, ma aveva forti legami con Gerusalemme.
I signori di Batrun furono:
- 1115–?: ?
- ante 1174: Raimondo d'Agoult
- ?–1174: Guglielmo Dorel
- 1174–1206: Cecilia (o Lucia) di Batrun, figlia di Guglielmo, congiuntamente con suo marito Pievano da Pisa (1181–1206)
- 1206–1244: Isabella di Batrun, figlia di Cecilia e Pievano, congiuntamente con suo marito Boemondo di Batrun, figlio di Boemondo III d'Antiochia
- 1244–1262: Guglielmo II di Batrun, figlio di Isabella e Boemondo
- 1262–1277: Giovanni di Batrun, figlio di Guglielmo II
- 1277–1289: Rodolfo di Batrun, cugino di Giovanni e nipote di Guglielmo II
- 1289: Batrun conquistata dai Mamelucchi

### Signoria di Bethsan
Bethsan (nome con cui era nota l'attuale Beit She'an) fu conquistata da Tancredi nel 1099. Nonostante la sua posizione, non fu mai parte della Galilea, ma fu incorporata nei dominio reali nel 1101, finché non divenne una signoria autonoma attorno al 1120. Passò ripetutamente sotto il controllo regio per poi essere riassegnata a un nuovo signore.
I signori di Bethsan furono:
- ?–?: Adamo di Béthune
- ?–?: Adamo II, figlio di Adamo di Béthune
- post 1129: Giovanni
- post 1174: Guermondo, figlio di Adamo II
- ?–?: Ugo di Gibelletto
- ?–?: Gualtiero I
- ?–?: Adamo III
- ca. 1210: Guermondo II
- ?–?: Baldovino
- ca. 1310: Gualtiero II
- ?–?: Teobaldo

### Signoria di Betlemme
La Signoria di Betlemme nacque come signoria titolare a beneficio di Baliano II di Ibelin, già principe titolare di Galilea, e si estinse con la sua morte nel 1316.

### Signoria di Blanchegarde
La fortezza di Blanchegarde (la moderna Tell es-Safi) fu costruita da Folco di Gerusalemme nel 1142; era parte del demanio regio e amministrata da un castellano reale. Divenne signoria nel 1166, quando fu affidata a Gualtiero III di Brisebarre, signore di Beirut.
I signori di Blanchegard furono:
- 1166–1187: Gualtiero III di Brisebarre
- 1187–1191: Blanchegarde occupata dagli Ayyubidi
- ca. 1210: Egidio di Brisebarre
- ?–1265: Rodolfo
- 1265–?: Amalric Barlais

### Signoria di Caymont
La Signoria di Caymont fu creata nel 1192 dopo la terza crociata per Baliano di Ibelin, i cui altri territori erano stati conquistati da Saladino. Dopo la sua morte tornò nei domini reali.

### Signoria di Dera
Poco è noto della Signoria di Dera (l'attuale Dar'a): si sa solo che fu creata nel 1118, durante il regno di Baldovino II di Gerusalemme.

### Signoria di Montgisard
La fortezza di Montgisard (presso l'attuale Gezer) fu costruita come difesa contro le incursioni di Norandino, e sotto di essa si svolse la battaglia di Montgisard nel 1177.
I signori di Montgisard furono:
- ca. 1155: Guglielmo I
- ?–?: Giovanni I
- ca. 1198: Aimardo
- ca. 1200: Reginaldo
- ca. 1230: Guglielmo II
- ca. 1240: Roberto I
- ?–?: Enrico
- ca. 1300: Baliano

### Signoria di Nablus
Nablus (chiamata dai crociati anche Napoli) fu conquistata da Tancredi nel 1099. Entrò nei domini reali per poi diventare una signoria autonoma finché non fu conquistata da Saladino.
I signori di Nablus furono:
- 1099–1126: dominio reale
- 1126–?: Pagano il Coppiere
- ?–1142: Guido di Milly
- 1142–1161: Filippo di Milly, figlio di Guido de Milly
- 1161–1174: dominio reale
- 1174–1187: Maria Comnena, vedova del re Amalrico I, dal 1177 congiuntamente con il suo secondo marito Baliano di Ibelin
- 1187: Nablus conquistata dagli Ayyubidi

### Signoria di S. Abramo

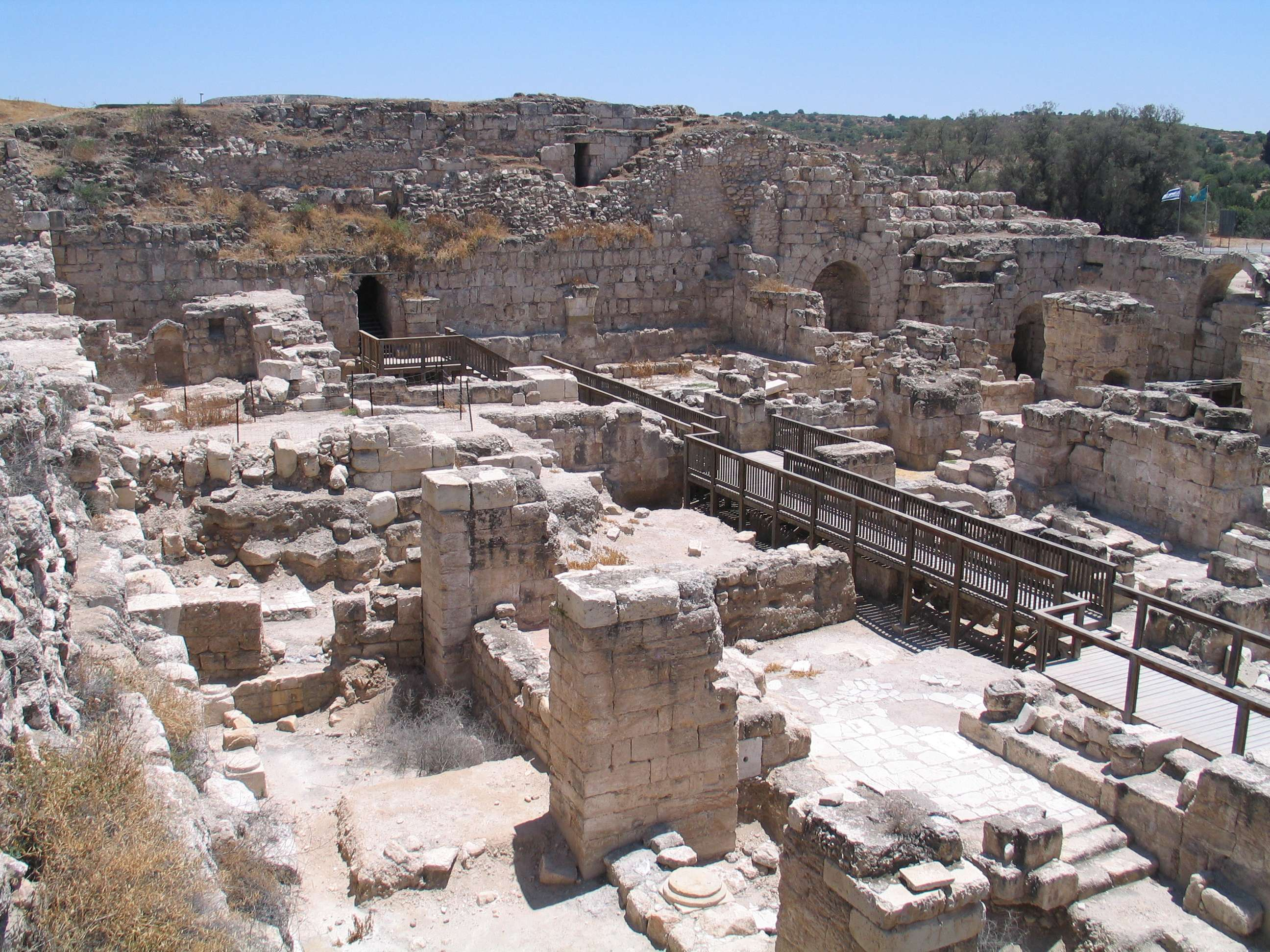
Resti della fortezza crociata di Beth Gibelin

Hebron, ribattezzata dai crociati Castello di Sant'Abramo, fu una delle prime signorie create. I suoi territori entrarono e uscirono frequentemente dal demanio regio fino al 1161, quando furono uniti all'Oltregiordano. Ebbe per breve tempo un suo valvassore, la Signoria di Beth Gibelin, che passò poi agli ospitalieri.
I signori di S. Abramo furono:
- 1100: Galdemar Carpenel (non chiaro se fosse effettivamente detentore del titolo)
- 1100–1101: Gerardo di Avesnes
- 1101–1102: Ruggero di Haifa
- 1102–1104: dominio reale
- 1104–1107: Ugo I di S. Abramo
- 1107–1108: dominio reale
- 1108–1118: Gautier Mahomet
- 1118–1120: dominio reale
- 1120–1136: Baldovino di S. Abramo
- 1136–1149: Ugo II di S. Abramo
- 1149–1161: dominio reale
- 1161–1187: Hebron unita alla Signoria d'Oltregiordano
- 1187: Hebron conquistata dagli Ayyubidi

### Signoria di Scandelion
La fortezza di Scandelion (l'attuale Iskandaruna) fu fatta costruire da re Baldovino I tra il 1116 e il 1117 come parte del sistema difensivo della vicina Tiro. Divenne una signoria nel 1148, quando fu infeudata a Guido di Scandelion.
- 1148–?: Guido di Scandelion
- ?–?: Pietro
- ?–?: Raimondo I
- ?–?: Guglielmo di Mandelee
- ?–?: Raimondo II
- ca. 1270: Filippo
- ?–1291: Umfredo
- 1291: Scandelion conquistata dai Mamelucchi

### Signoria di Tiro
Tiro fu conquistata dai crociati nel 1124 ed entrò a far parte del demanio regio. La signoria fu creata de facto da Corrado del Monferrato durante la terza crociata quando difese la città, ultimo baluardo rimasto in mano cristiana. Dopo la sua morte, la città tornò tra i domini reali fino al 1246, quando Enrico I di Cipro (reggente di Gerusalemme) la affidò a Filippo di Montfort per ricompensarlo del supporto dato al partito degli Ibelin contro quello imperiale di Federico II. Questa concessione fu rinnovata nel 1269 da Ugo III di Cipro, a patto che la titolarità del feudo passasse a sua sorella Margherita, che sarebbe andata in sposa al figlio di Filippo, Giovanni, permettendogli così di esercitare il potere jure uxoris. Quando Giovanni morì senza eredi, Ugo III concesse a suo fratello di governare la città fino alla morte di quest'ultimo, avvenuta l'anno seguente.
I signori di Tiro furono:
- 1124–1187: dominio reale
- 1187–1192: Corrado del Monferrato
- 1192–1246: dominio reale
- 1246–1269: Filippo di Montfort
- 1269–1289: Margherita di Lusignano, congiuntamente con suo marito Giovanni di Montfort (1269–1283) e suo cognato Umfredo di Montfort (1283–1284), entrambi figli di Filippo
- 1289–1291: Amalrico II di Lusignano, nipote di Margherita
- 1291: Tiro conquistata dai Mamelucchi

### Signoria di Joscelin III di Edessa
Questa signoria, nota come Signoria di Joscelin, fu un'insolita entità creata per Joscelin III, conte titolare di Edessa, persa dai crociati molto tempo prima. Fu istituita attorno al 1176, quando Joscelin sposò Agnese di Milly, raccogliendo al suo interno vari territori regi attorno ad Acri. Joscelin ebbe solo figlie femmine, che si sposarono con membri delle famiglie von Henneberg e Mandelee. Questi eredi vendettero la signoria nel 1220 ai cavalieri teutonici, che vi stabilirono la loro sede in Terra Santa. Gli archivi della Signoria di Joscelin sono gli unici conservatisi tra gli archivi baronali dell'Oltremare.

## Trasmissione dei titoli nel Regno di Gerusalemme

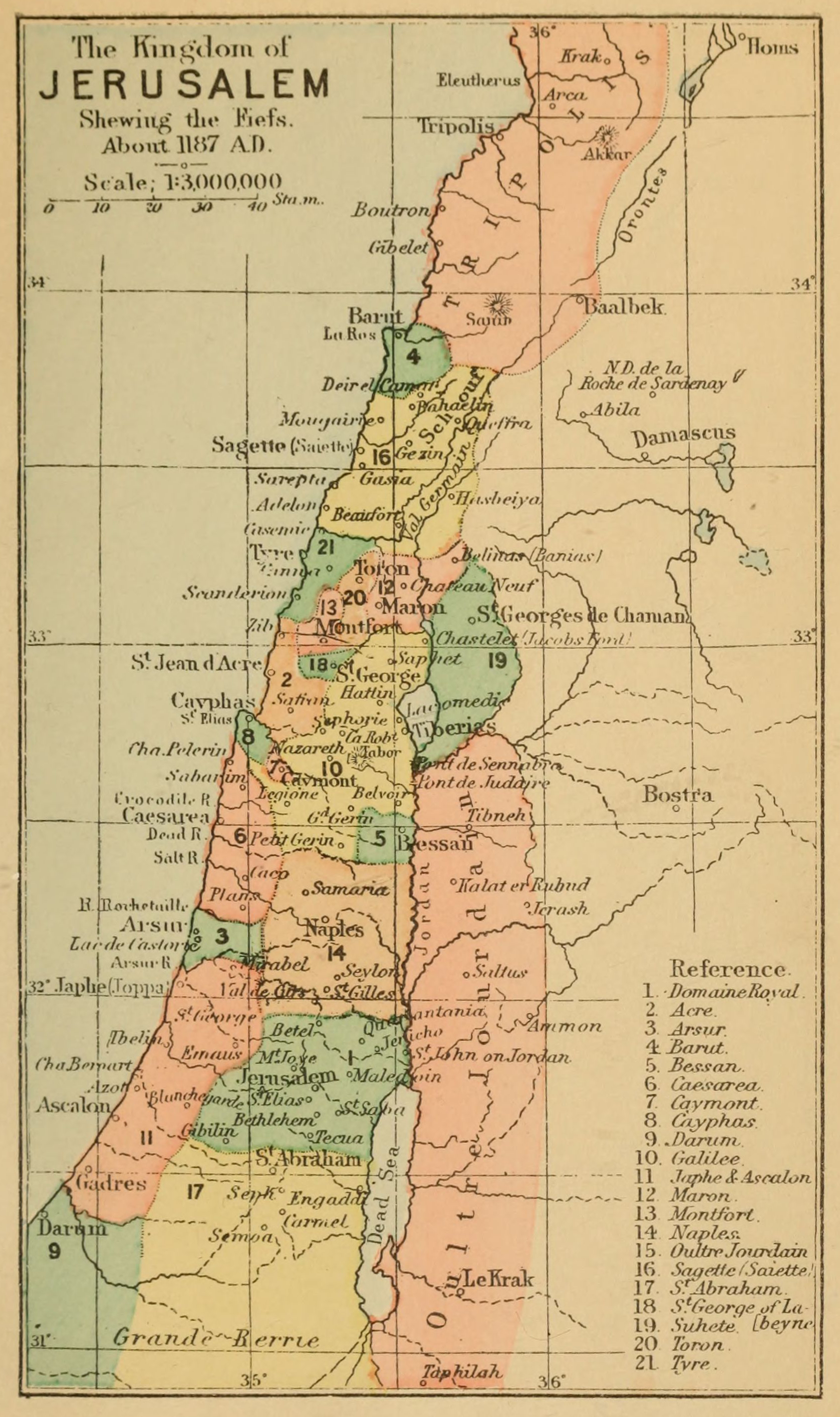
Signorie vassalle del Regno di Gerusalemme nel 1187 rappresentate in una mappa di Claude Reignier Conder (1889).

Le signorie nel Regno di Gerusalemme erano, almeno a livello teorico, ereditarie, ma in pratica le circostanze peculiari dell'Oltremare crociato erano tali da impedire spesso ai loro detentori di stabilire linee di successione lunghe e ininterrotte, al contrario di quanto accadeva nell'Europa coeva. Questo continuo avvicendarsi di diverse famiglie al vertice potrebbe dare l'impressioni che i titoli vassallatici non fossero in effetti ereditari, tuttavia le varie successioni avvennero quasi sempre nel pieno rispetto dei diritti di trasmissione feudali.
Le cause di questa estrema mobilità dinastica erano principalmente due: da una parte, soprattutto nei primi anni del Regno, i nobili crociati erano primariamente interessati a procacciare nuovi territori per sé stessi, spesso anche a discapito gli uni degli altri, e questo, unito all'intrinseca instabilità politica del Regno, portava le signorie a cambiare sovente di mano; dall'altra, il costante stato di guerra e violenza della Palestina dell'epoca comportava per i nobili maschi un'aspettativa di vita media piuttosto bassa, cosa che rendeva alquanto rara la successione diretta di padre in figlio e molto più comuni il passaggio di eredità per linea femminile e persino l'estinzione di interi casati.
Una tipico modello di successione nei feudi crociati vedeva seguire a un uomo la figlia, la sorella o la nipote, che trasmetteva poi al marito e alla sua discendenza il titolo feudale. La successione femminile creava per vassalli e monarchi la possibilità di premiare i loro servitori più capaci e/o fedeli, concedendo loro in matrimonio un'erede di un feudo e di conseguenza anche la potestà sulla signoria che essa portava in dote. Questo sistema rendeva la linea di successione del tutto imprevedibile e portava la famiglia detentrice del titolo feudale a cambiare quasi a ogni generazione (e, in alcuni casi, anche più volte in una sola generazione).
Poteva anche capitare che una linea di successione dinastica venisse spezzata. Questo succedeva, per esempio, quando una famiglia si estingueva o, più raramente, abbandonava la Palestina; in questi casi poteva accadere che un lontano parente reclamasse la signoria per sé, ma più comunemente il signore feudale la assegnava a una nuova famiglia. A volte la successione poteva interrompersi anche in seguito a una condanna di un vassallo per tradimento o per ribellione; in questi casi solitamente anche a tutti i suoi discendenti veniva preclusa la possibilità di ereditare la signoria. Occasionalmente, i feudi vacanti venivano reintegrati nel dominio reale, ma tendevano a restarvi per relativamente poco tempo prima di essere riassegnate a un nuovo signore.
Molte di queste signorie cessarono di esistere dopo la caduta di Gerusalemme nel 1187, e il resto di esse dopo la caduta di Acri nel 1291. Nonostante ciò, per decenni se non addirittura per secoli continuarono a esistere pretendenti ciprioti o europei che ne rivendicavano il dominio e spesso si fregiavano, in modo assolutamente nominale (dato che non detenevano alcun territorio in Medio Oriente), dei relativi titoli feudali.